# Uran(III)-hydrid
Uran(III)-hydrid ist eine anorganische chemische Verbindung des Urans aus der Gruppe der Hydride.

## Darstellung
Uran(III)-hydrid kann durch Reaktion von Uran mit Wasserstoff bei 150–200 °C gewonnen werden.
{\displaystyle {\ce {2 U + 3 H2 <=> 2 UH3}}}
Es bildet sich auch bei der Oxidation von Uran in feuchter Luft schon bei niedriger Temperatur.
Die α-Form kann durch langsame Reaktion unter −80 °C gewonnen werden.
Die β-Form bildet sich in rascher Reaktion von fein verteiltem Uranpulver mit Wasserstoff bei 250 bis 350 °C als feines schwarzes oder dunkelgraues Pulver. Wenn massives Uran in Wasserstoff bei Temperaturen über 150 °C erhitzt wird, so bildet es sich in stark exothermer Reaktion als graues bis schwarzes, sehr fein verteiltes und äußerst pyrophores Pulver mit einer maximalen Teilchengröße von 4 bis 5 µm. Sie entsteht neben Urandioxid bei der Reaktion von Wasserdampf mit Uran bei 250 °C.
Ebenfalls möglich ist die Synthese durch Reaktion von Urandioxid mit Calciumhydrid.
{\displaystyle {\ce {2 UO2 + 4 CaH2 -> 2 UH3 + 4 CaO + H2}}}

## Eigenschaften
Uran(III)-hydrid ist ein graubrauner bis schwarzer Feststoff, der unlöslich in Wasser ist. Er reagiert bereits bei Raumtemperatur mit Sauerstoff und bei 250 °C mit Stickstoff. Er besitzt eine kubische Kristallstruktur mit der Raumgruppe Pm3m (Raumgruppen-Nr. 221). Es kommt in zwei verschiedenen Modifikationen vor, wobei sich die α-Form bei 200 °C irreversibel in die β-Form umwandelt. Pulvriges Uran(III)-hydrid reagiert bereits bei 200 °C mit Stickstoff.

## Verwendung
Uran(III)-hydrid wird zur Herstellung von reinem Uranpulver durch Zersetzung verwendet.
Ein Einsatz von Uran(III)-hydrid und Uran-Zirkonium-Hydrid als Kernbrennstoff wurde getestet. Der in dem Material enthaltene Wasserstoff wirkt auf die Neutronen als Moderator; er bremst sie ab und erhöht damit die Wahrscheinlichkeit, dass sie weitere Atome des Brennstoffs spalten. Die thermische Zersetzung der Verbindung soll die Reaktoren sicherer gegenüber normalen Reaktoren machen. Normalerweise sind Uranhydride jedoch unerwünschte Nebenprodukte in Kernbrennstoffen und Atommüll. 1953 durchgeführte Tests von Uranhydrid in einer Moderierten Kernwaffe im Rahmen des Operation Upshot-Knothole erwiesen sich als Fehlschlag.